# ガイア・エヌピー
ガイア・エヌピー株式会社 は、かつてアロマセラピー関連商品の企画、製造、販売を行っていた日本の企業。

## 概要
2000年6月設立。GAIAブランドで、アロマセラピー関連商品の製造および輸入、化粧品、サプリメントの製造および専門店による販売事業を行っていた他、フランスの「ECOCERT」やイタリアの「ICEA」などの、オーガニック認証機関による認証を受けた原料での商品開発などを行っていた。
末期の直営店は新潟三越の1店舗のみであった。

### 経営問題
2018年6月分の取引先への入金が行われず、ガイア・エヌピーとの連絡が取れないことから、2018年7月から東京商工リサーチへの問い合わせが相次いでいた。東京商工リサーチによれば、2018年7月2日以降、本社事務所並びに長野県駒ヶ根市にある工場は閉鎖状態となった。その後、同年7月11日に一部の取引先に「債務のお支払いに関するお詫びとお知らせ」と題する文書がファックスで送られてきたが、ガイア・エヌピーとは連絡が取れていなかった。
その後ガイア・エヌピーは、2018年7月27日に東京地方裁判所から破産手続開始決定を受けた。破産管財人は2018年8月に、事業の譲渡先を探していることを明らかにした。そして2019年7月8日に法人格が消滅した。
2018年10月17日、株式会社サティス製薬が長野県駒ヶ根市の工場を取得することを発表した。金額や条件は非公表。

## 主要商品
- エッセンシャルオイル
- オーガニック・エッセンシャルオイル
- キャリアオイル
- アロマオイル
- ブレンド・エッセンシャルオイル
- フローラルウォーター
- スキンケア
- コスメ基材
- バスエッセンス
- シャンプー等
- ルームフレグランス
- PMS
- ナチュラルヨガブレンド
- クリアブリーズ
- アロマレスキュー
- サプリメント
- アロマポット